# Centro de Operações Rio

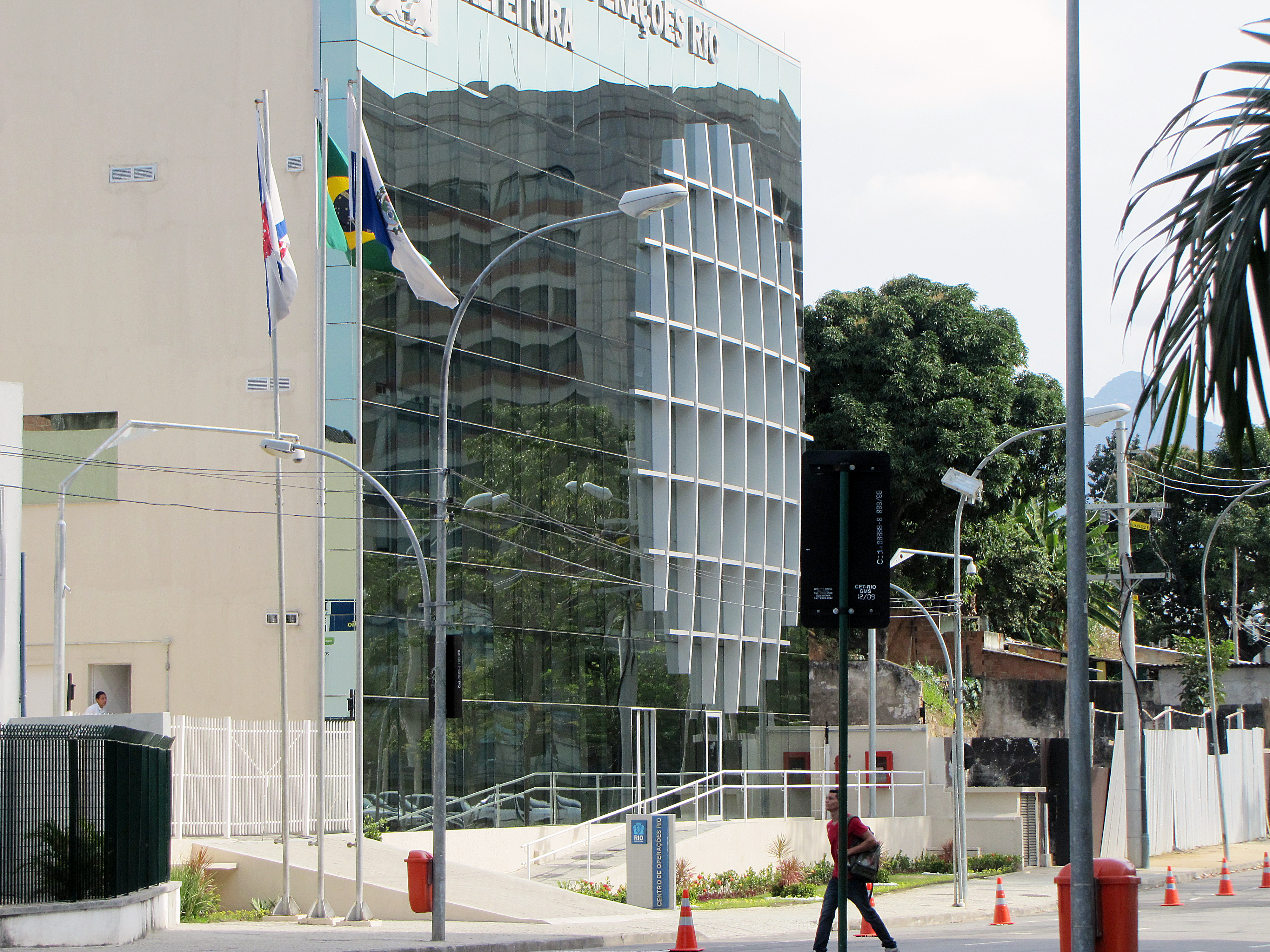
Prédio do COR

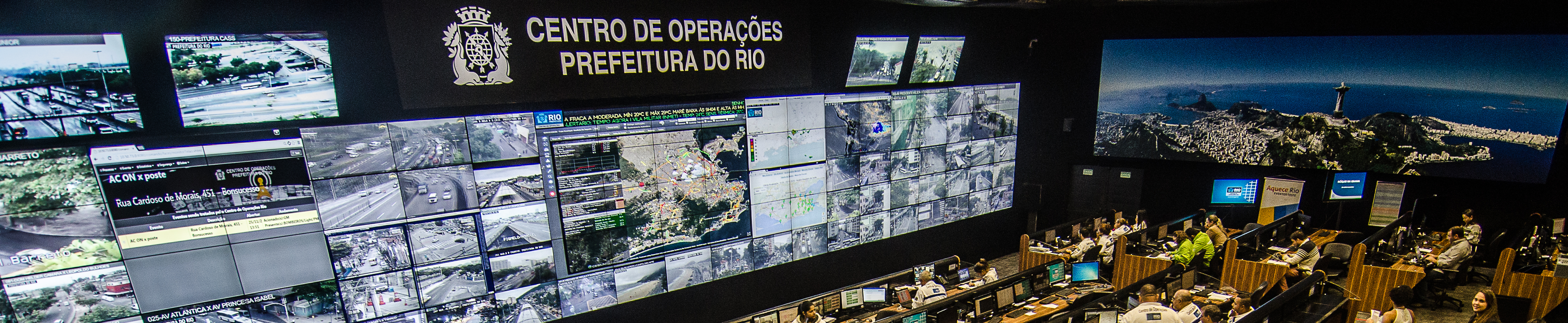
Sala de controle do COR, funciona 24h por dia, 7 dias na semana

O Centro de Operações Rio (COR) é uma instalação pública de referência do município do Rio de Janeiro, considerado o quartel-general das equipes operacionais da prefeitura, onde reúnem-se aproximadamente 50 órgãos públicos, entre secretarias municipais e estaduais, além concessionárias de serviços públicos. O Centro de Operações é o responsável por monitorar e otimizar o funcionamento da cidade diariamente, prevendo e gerenciando, por exemplo, as condições meteorológicas, deslizamentos, enchentes, acidentes, entre outras situações.

## História
O Centro de Operações foi inaugurado em dezembro de 2010, na gestão de Eduardo Paes. A motivação para sua criação partiu das fortes chuvas de abril de 2010, que provocaram diversas mortes na cidade.
Em maio de 2017, o Centro de Operações Rio foi tema da exposição sobre cidades inteligentes, exibida na galeria de arte Storefront Arts and Architeture, em Nova Iorque. A exposição, em 2015, também foi exibida em Roterdã, na Holanda, fazendo parte de uma serie de eventos sobre as Olimpíadas, organizados pelo instituto holandês Het Nieuwe. Os curadores são profissionais da Universidade de Columbia que estiveram no COR em 2015 e 2016.
Com a eleição do Prefeito Marcelo Crivella, em 2016, diversos contratos da prefeitura do Rio de Janeiro sofreram cortes de 25%, determinados pelo novo chefe do Poder Executivo carioca. A medida gerou impactos no órgão de gerenciamento de crises, que se viu obrigado a fechar o restaurante que funcionava em suas dependências, que atendia mais de 150 colaboradores, que se revezavam em turnos, 24 horas por dia, 7 dias por semana. Além disso, a diminuição da verba ocasionou em demissões localizadas com o intuito de equilibrar as contas do órgão ao novo orçamento.[carece de fontes?]
Já em 2017, veio uma grande mudança na estrutura do órgão. Apesar de o Centro de Operações ter sido concebido para funcionar como um centro de gerenciamento de crises, antecipando-se a desastres naturais, prezando pela mobilidade urbana e reunindo os principais órgãos do município e do estado com o intuito de oferecer uma resposta rápida aos acontecimentos, a nova gestão tirou o COR da Secretaria de Conservação e o realocou na Secretaria de Ordem Pública. A partir daí, o prédio foi se transformando numa espécie de quartel-general da Guarda Municipal, perdendo sua essência e se deslocando cada vez mais para a função de segurança pública.[carece de fontes?]
Em dezembro de 2022, houve a expansão do Centro de Operações Rio (COR). A ampliação fazia parte de um pacote, como a implantação de uma série de novos recursos tecnológicos. Com 1.582 metros quadrados e três andares, o novo prédio do COR a extensão da sala de operações passou para 446 metros quadrados e o telão existente para 104 metros quadrados, com um videowall formado por 125 telas de 55 polegadas, o maior da América Latina. Com a expansão, o Centro de Operações também recebeu um novo Data Center, uma sala-cofre com 84 servidores – com capacidade de armazenamento perto de 10 petabytes, o equivalente a mil terabytes, capaz de processar um alto volume de dados para auxílio no monitoramento urbano da cidade.
Em junho de 2024, a Prefeitura lançou junto à Associação Brasileira de Normas Técnicas (ABNT) o manual de diretrizes para a implantação de centro de operações no Brasil, o lançamento ocorreu junto ao anuncio do Banco Nacional de Desenvolvimento Econômico e Social (BNDES) sobre o financiamento para ações de resposta a desastres, governo digital e gestão urbana inteligente com uso de inteligência artificial (IA) do Município do Rio de Janeiro.

## Central de Inteligência, Vigilância e Tecnologia em Apoio à Segurança Pública
A Central de Inteligência, Vigilância e Tecnologia em Apoio à Segurança Pública (CIVITAS) é um projeto de monitoramento incorporado ao COR para integrar 900 radares e 50 câmeras com reconhecimento de placa capazes de realizar cerco inteligente e mapear trajetos de veículos roubados e atos de vandalismo em tempo real, com uso de inteligência artificial. A central também terá integração com o Disque Denúncia, que volta a operar 24 horas por dia.
O dispositivo contará com apoio tanto dos órgãos municipais, para fiscalização e combate de roubo e furtos de cabos e semáforos, comércio ilegal e vandalismo, quanto das forças de segurança e justiça do estado, que podem ser acionadas em casos que envolvam a identificação de cadeias criminais e veículos roubados e clonados.
No futuro, o projeto contará com integração de redes privadas de monitoramento, sistemas de identificação de celulares roubados, reconhecimento facial, monitoramento de parques, monumentos e construções irregulares, além de monitoramento de redes sociais para identificar atividades suspeitas.